# Елізабет (Колорадо)
Елізабет (англ. Elizabeth) — місто (англ. town) в США, в окрузі Елберт штату Колорадо. Населення — 1675 осіб (2020).

## Географія
Елізабет розташований за координатами 39°21′40″ пн. ш. 104°36′22″ зх. д. / 39.36111° пн. ш. 104.60611° зх. д. (39.361011, -104.606174).  За даними Бюро перепису населення США в 2010 році місто мало площу 3,24 км², уся площа — суходіл.

## Демографія
Згідно з переписом 2010 року, у місті мешкало 1358 осіб у 489 домогосподарствах у складі 358 родин. Густота населення становила 419 осіб/км².  Було 531 помешкання (164/км²).
Расовий склад населення:
| - 94,5 % — білих - 0,8 % — корінних американців - 0,5 % — азіатів - 0,3 % — чорних або афроамериканців - 1,8 % — осіб інших рас |

До двох чи більше рас належало 2,1 %. Частка іспаномовних становила 7,5 % від усіх жителів.
За віковим діапазоном населення розподілялося таким чином: 30,6 % — особи молодші 18 років, 62,6 % — особи у віці 18—64 років, 6,8 % — особи у віці 65 років та старші. Медіана віку мешканця становила 33,0 року. На 100 осіб жіночої статі у місті припадало 94,8 чоловіків;  на 100 жінок у віці від 18 років та старших — 97,7 чоловіків також старших 18 років.
Середній дохід на одне домашнє господарство  становив 62 604 долари США (медіана — 53 542), а середній дохід на одну сім'ю — 65 959 доларів (медіана — 56 250). Медіана доходів становила 38 393 долари для чоловіків та 35 536 доларів для жінок. За межею бідності перебувало 10,0 % осіб, у тому числі 17,1 % дітей у віці до 18 років та 0,0 % осіб у віці 65 років та старших.
Цивільне працевлаштоване населення становило 686 осіб. Основні галузі зайнятості: будівництво — 19,1 %, освіта, охорона здоров'я та соціальна допомога — 18,1 %, мистецтво, розваги та відпочинок — 15,9 %.